# Matthias Bäcker (Rechtswissenschaftler)
Matthias Bäcker (* 1975) ist ein deutscher Rechtswissenschaftler. Er ist Professor für Öffentliches Recht an der Johannes Gutenberg-Universität Mainz.

## Leben
Nach seinem Abitur am Friedrich-Wilhelm-Gymnasium in Köln 1994 studierte Bäcker Rechtswissenschaft an der Albert-Ludwigs-Universität Freiburg, der Humboldt-Universität Berlin und am King’s College London. Das erste juristische Staatsexamen absolvierte er 2000, anschließend machte er 2001 den Master of Laws (LL.M.) in Europarecht. 2003 bestand er das zweite juristische Staatsexamen und wurde 2007 an der Universität Hamburg zum Dr. iur. promoviert. Von Juli 2008 bis September 2014 war er Juniorprofessor für Öffentliches Recht an der Universität Mannheim und wurde anschließend auf den W2-Lehrstuhl für Staats- und Verwaltungsrecht in München berufen. Ab 2015 war er Universitätsprofessor (W3) für Öffentliches Recht, insbesondere öffentliches Informationsrecht, Datenschutzrecht und Regulierungsrecht am Karlsruher Institut für Technologie (KIT). Seit Oktober 2016 ist er Universitätsprofessor für Öffentliches Recht und Informationsrecht, insbesondere Datenschutzrecht an der Johannes Gutenberg-Universität Mainz.

## Expertisen
Bäcker gilt als Experte für Verfassungsrecht und war von 2006 bis 2008 Wissenschaftlicher Mitarbeiter am Bundesverfassungsgericht bei Wolfgang Hoffmann-Riem und Johannes Masing.
Mehrfach wurde er vom Deutschen Bundestag als Sachverständiger berufen: 2012 vom Innenausschuss zu den Vorschlägen der EU-Kommission zum Datenschutz und 2013 zu dem Gesetzentwurf der Bundesregierung zur Neuregelung der Bestandsdatenauskunft. Gemeinsam mit Hoffmann-Riem und Hans-Jürgen Papier wurde er 2014 als Experte von NSA-Untersuchungsausschuss geladen und verfasste für diesen ein Gutachten zum Artikel 10-Gesetz. Für das Abgreifen der Auslandskommunikation fehlte nach seiner Einschätzung die gesetzliche Grundlage.
Im Mai 2016 erhob Bäcker als Prozessbevollmächtigter des Telekommunikationsunternehmens SpaceNet eine verwaltungsgerichtliche Klage gegen die Vorratsdatenspeicherung. Ein gleichzeitig eingelegter Eilantrag war vor dem Oberverwaltungsgericht Nordrhein-Westfalen erfolgreich. Dies führte zur vorläufigen Aussetzung der Vorratsdatenspeicherung durch die Bundesnetzagentur. Das Hauptsacheverfahren ist zur Zeit vor dem Bundesverwaltungsgericht anhängig, das das Verfahren ausgesetzt und dem Europäischen Gerichtshof die Frage vorgelegt hat, ob die Vorratsdatenspeicherung mit dem Unionsrecht in Einklang steht.
Im November 2016 erhob er als Bevollmächtigter für die Gesellschaft für Freiheitsrechte und Amnesty International Verfassungsbeschwerde gegen das kurz zuvor vom Bundestag verabschiedete Neufassung des Artikel 10-Gesetzes.
Zusammen mit Bijan Moini erwirkte er das Urteil des Bundesverfassungsgerichts zur Ausland-Ausland-Fernmeldeaufklärung des Bundesnachrichtendienstes vom 19. Mai 2020, ebenso das Urteil des Bundesverfassungsgerichts vom 26. April 2022 über Verfassungsbeschwerden, die das Bayerische Verfassungsschutzgesetz  (BayVSG) vom 12. Juli 2016, zuletzt geändert durch § 3 des Gesetzes vom 23. Juli 2021 (BayGVBl Seite 418), betreffen.
Bäcker war Bevollmächtigter im Organstreitverfahren gegen die verweigerte Benennung eines V-Person-Führers zum Zwecke der Zeugenvernehmung gegenüber dem Untersuchungsausschuss, der sich mit der Aufarbeitung des Anschlags auf den Berliner Weihnachtsmarkt an der Gedächtniskirche befasst. Der Antrag der von ihm vertretenen Fraktionen Die Linke, Bündnis 90/Die Grünen, der FDP und des Deutschen Bundestages wurde zurückgewiesen.

## Veröffentlichungen
- Terrorismusabwehr durch das Bundeskriminalamt. Duncker & Humblot, 2009.
- Wettbewerbsfreiheit als normgeprägtes Grundrecht. Eine dogmatische Neubestimmung am Beispiel des Abwehrrechts des Konkurrenten gegen eine Subvention. Nomos, 2007.
- "Die Vertraulichkeit der Internetkommunikation". In: Hartmut Rensen, Stefan Brink (Hrsg.): Linien der Rechtsprechung des Bundesverfassungsgerichts. Walter de Gruyter, 2009, S. 99–136.

Artikel
- Zur Rechtswidrigkeit der Quellen-Telekommunikationsüberwachung auf Grundlage des § 100a StPO. Onlinezeitschrift für Höchstrichterliche Rechtsprechung zum Strafrecht HRRS Heft 10/2009, S. 433 ff.